# Дончо Вълчев
Дончо Вълчев е български художник, професор.

## Биография и творчество
Дончо Вълчев е роден на 25 май 1932 г. в село Драгово. Завършва Художествената академия в София през 1958 г., специалност живопис при проф. Ненко Балкански. През 1968 и 1969 г., чрез национален конкурс, специализира в Италия и Франция. От 1968 г. е хоноруван асистент в Художествената академия в София, а от 1989 г. е хабилитиран редовен доцент. От 1989 г. художникът Дончо Вълчев става професор по живопис (рисуване) във ВИИИ „Николай Павлович“- София.
От 1961 г. участва във всички ОХИ на СБХ. Прави самостоятелни изложби в Айтос, София, Пазарджик, Карнобат. Професор Дончо Вълчев участва в колективни изложби из страната и в международни в Москва, Будапеща, Букурещ, Варшава, Япония, САЩ, Алжир. Получава II и III награда от СБХ, награда от СГНС, Наградата на София, Наградата „Созопол и морето“ и много други.
По-известни негови произведения: „Търновска живописна школа“ (1964), „Демонстрация на БОНСС“ (1964), „Старият хан“ (1965), „Албена“ (1965), „Семейство“ (1966), „На кея“ (1966), „Детски портрет“ (1967), „Последна дума“ (1967), „Цирков артист“ (1967), „Пейзаж от София“ (1968), „Латински квартал“ (1969), „Старият музикант“ (1971), „На прозореца“ (1971), „Диспутът на Кирил Философ с папата“ (1975). Негови картини са притежание на Националната художествена галерия, галерии из страната, частни сбирки в Париж, Монако, Амстердам, Милано, Рим, Венеция, САЩ, Япония.
Професор Дончо Вълчев умира в София на 12 януари 2004 г.